# Ташфін ібн Ісхак
Ташфін ібн Ісхак ібн Мухаммад ібн Ганія (араб. تاشفين بن إسحاق بن محمد بن غانية‎; д/н — 1187) — емір Майоркської тайфи у 1185—1187 роках.

## Життєпис
Походив з династії Альморавідів, гілки Ганія. Син Ісхака, еміра Майоркської тайфи. Після смерті останнього наприкінці 1183 або на початку 1184 року почалася боротьба за владу між його синами, чому також сприяло втручання Альмохадів.
1185 році повалив брата Мухаммада II. В боротьби з Мухаммадом та його союзниками Альмохадами вирішив спиратися на допомогу Альфонсо ІІ. короля Арагону і графа Барселони, визнавши його зверхність. 1187 року Ташфіна було повалено, але він залишився правити Ібіцою і Меноркою, але невдовзі повалений братою Абдаллахом.